# Haemophilus ducreyi
Haemophilus ducreyi là một loại vi khuẩn coccobacillus gram âm, gây ra bệnh loét hạ cam. Vi khuẩn này lây truyền qua đường tình dục, là nguyên nhân chính gây loét sinh dục ở các nước đang phát triển. Triệu chứng của mệnh là các vết loét đau ở bộ phận sinh dục. Loét hạ cam gây tổn thương bằng cách tạo ra sẩn sinh dục. Khi vỡ, sẩn tạo thành vết loét chảy máu gây đau đớn cho bệnh nhân, làm hoại tử và rách vùng sinh dục.
H. ducreyi có thể được nuôi cấy trên thạch sôcôla. Điều trị bệnh bằng cách sử dụng hợp chất macrolide như thuốc azithromycin và thuốc cephalosporin thế hệ ba như ceftriaxone.

## Sinh bệnh học
H. ducreyi là một vi sinh vật cơ hội lây nhiễm vào vật chủ bằng cách phá vỡ da hoặc biểu bì. Viêm sau đó diễn ra khi khu vực nhiễm trùng bị ngập trong tế bào lympho, đại thực bào và bạch cầu hạt. Viêm nhiễm sinh mủ này gây ra viêm hạch bạch huyết, gây bệnh loét hạ cam.
Bệnh loét hạ cam lây qua đường tình dục.

## Chẩn đoán
Mặc dù phát hiện kháng nguyên, huyết thanh học và phương pháp khuếch đại di truyền đôi khi được sử dụng để chẩn đoán nhiễm trùng với H. ducreyi và các xét nghiệm di truyền có độ nhạy cao hơn, nhưng chúng không được phổ biến rộng rãi, vì vậy nuôi cấy hiện được coi là " tiêu chuẩn vàng " trong xét nghiệm.